# Bossig spitsmos
Bossig spitsmos (Cirriphyllum crassinervium) is een soort uit het geslacht spitsmos (Cirriphyllum).

## Determinatie
Bossig spitsmos is een mattenvormend slaapmos. De stengels zijn min of meer geveerd vertakt en worden tot 5 cm lang. De bladeren zijn hol en plotseling versmald in een korte spits.

## Ecologie
Bossig spitsmos komt voor op harde, solide, kalkrijke substraten die onder invloed staan van spatwater. Dikwijls groeit ze op steen, maar soms ook op beslibde boomvoeten in de uiterwaarden en het getijdegebied.

### Syntaxonomie
Bossig spitsmos staat te boek als kensoort voor de watervalmos-associatie (Rhynchostegietum riparioidis).

## Verspreiding
Het verspreidingsgebied van bossig spitsmos is Eurazië. In Nederland is de soort zeldzaam. Het staat niet op de rode lijst en is niet bedreigd. De soort is buiten het getijdegebied vooral bekend van kribben en steentaluds in het rivierengebied en langs het IJsselmeer, waar het mos voorkomt op op het noorden gerichte taluds. De soort heeft zich de 20ste eeuw uitgebreid.

## Fotogalerij

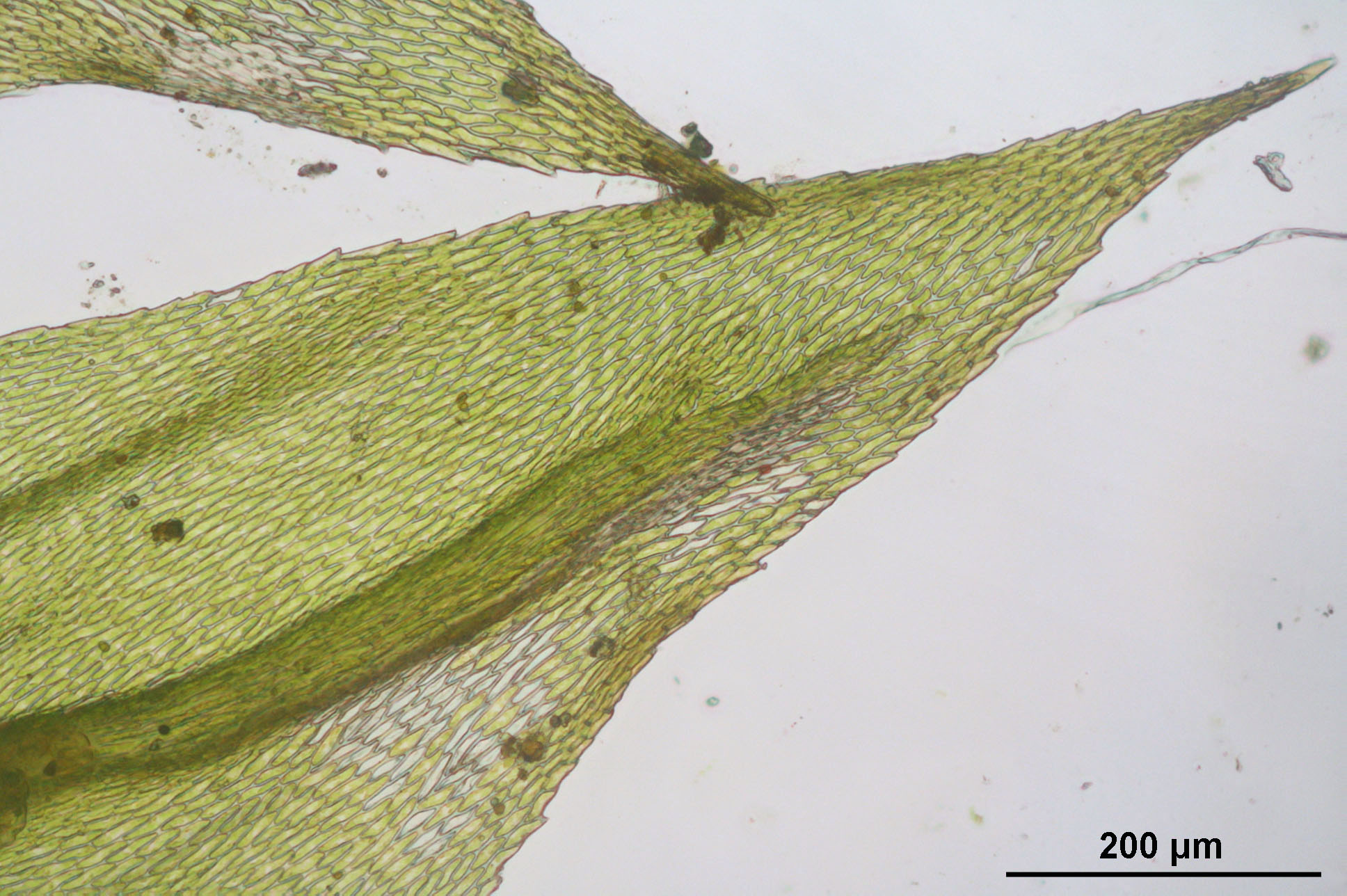
Cellen bladtop
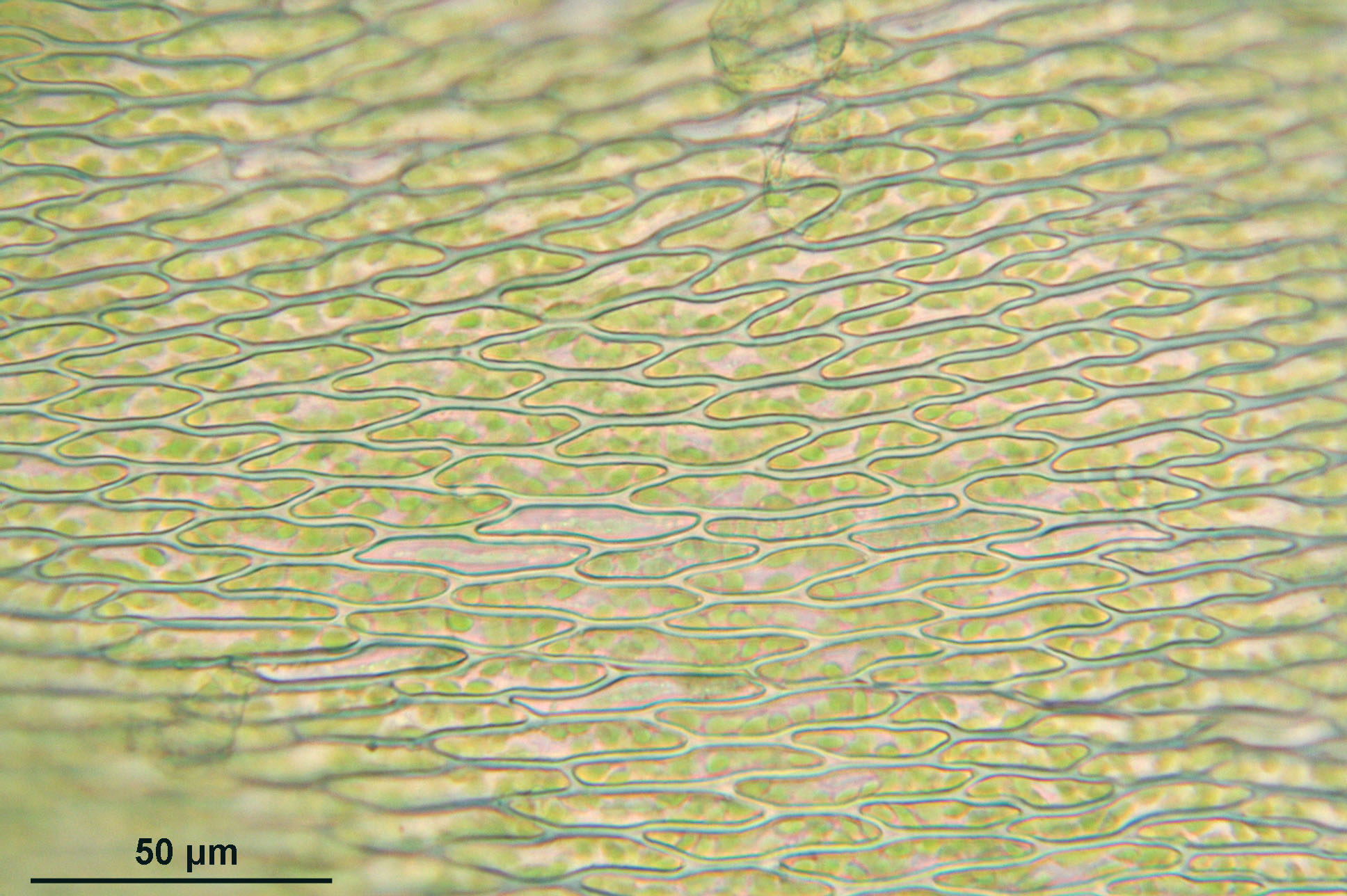
Cellen bladmidden
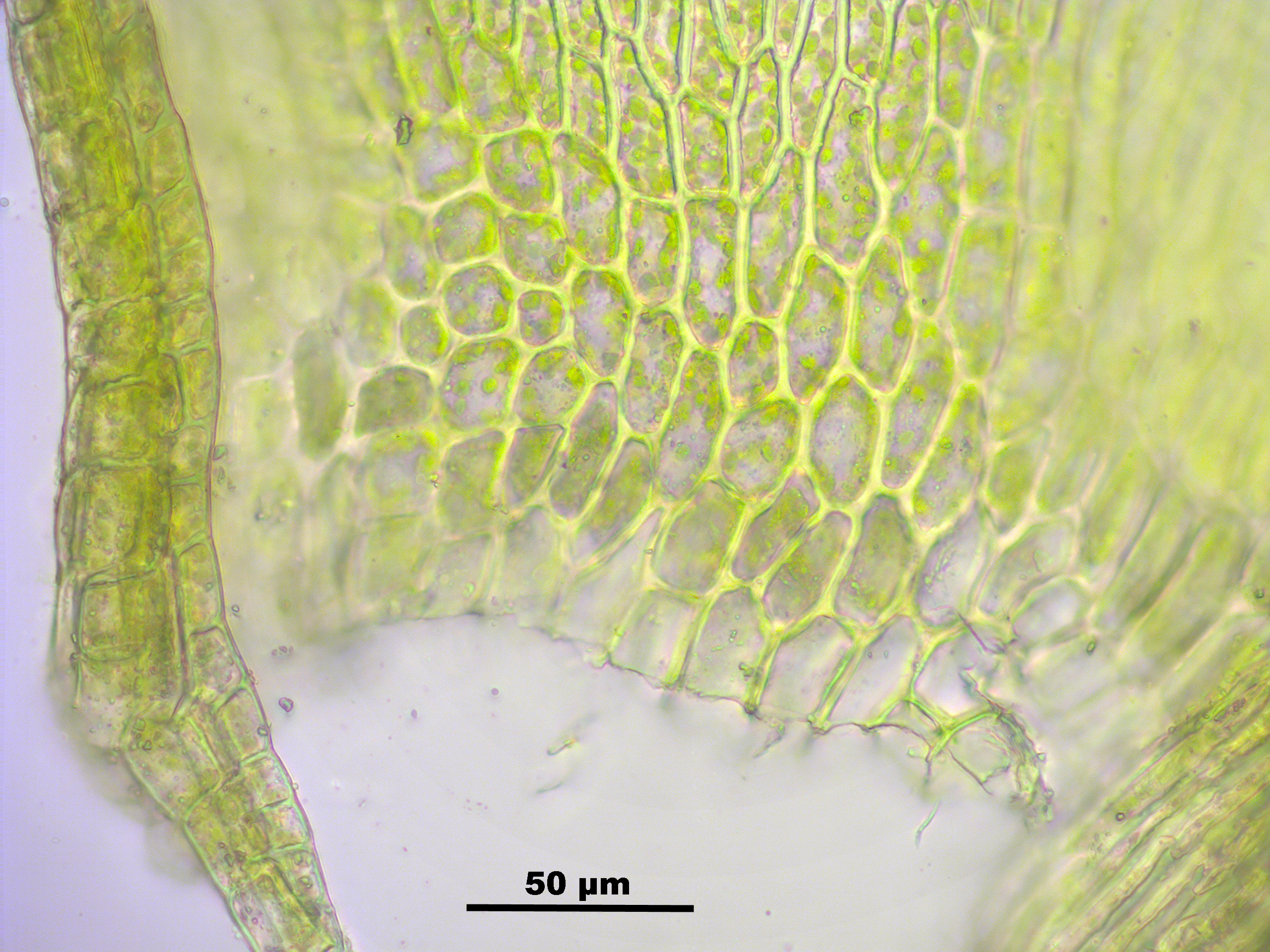
Cellen bladvoet
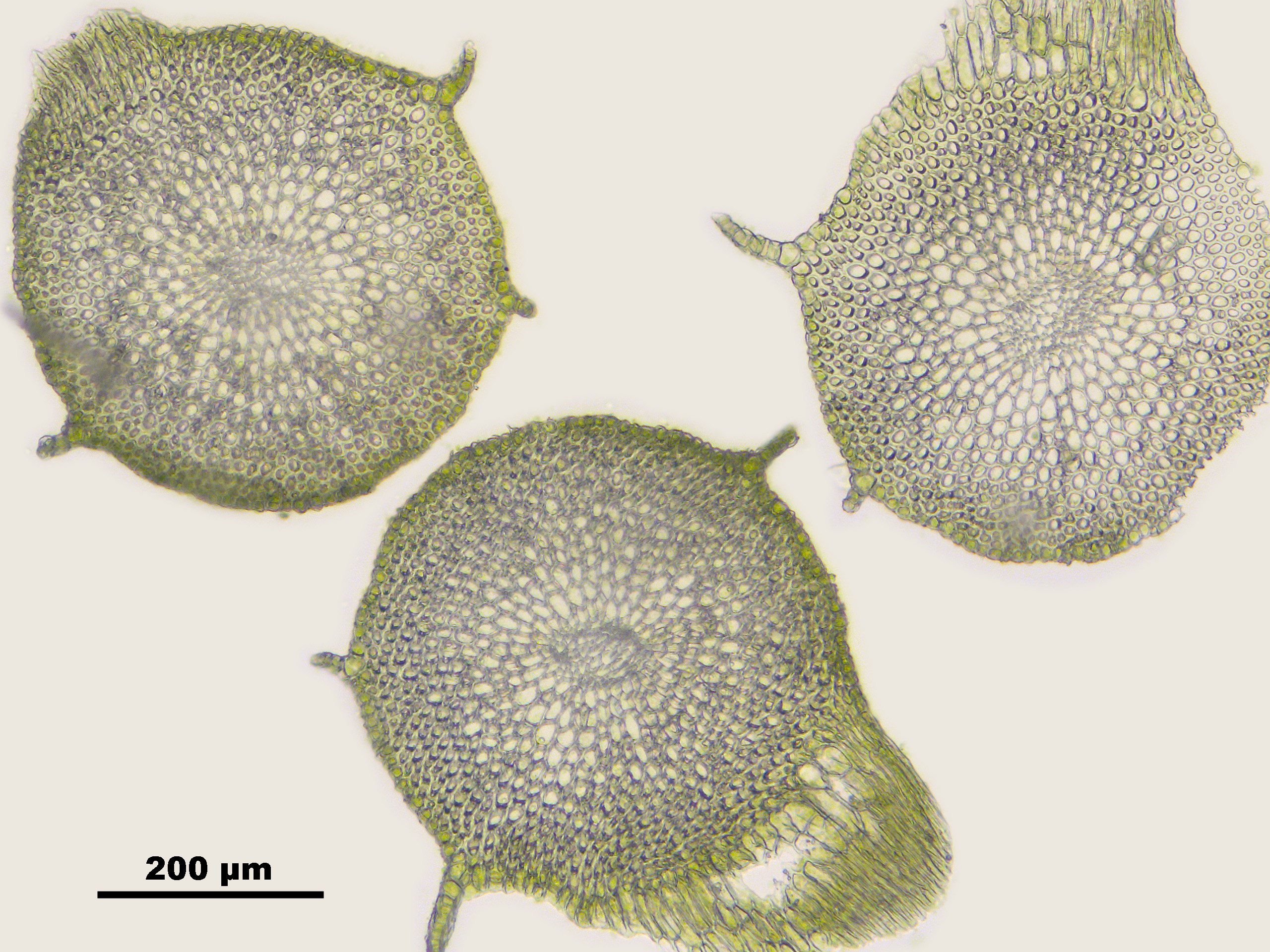
Doorsnede